# Campionati europei di beach volley 2017
Il Campionato europeo di beach volley 2017 si è svolto dal 16 al 20 agosto 2017 a Jūrmala in Lettonia.

## Podi

### Uomini
| Evento                     | Oro                               | Argento                                     | Bronzo                                        |
| Torneo maschile (dettagli) | Italia Daniele Lupo Paolo Nicolai | Lettonia Aleksandrs Samoilovs Jānis Šmēdiņš | Paesi Bassi Alexander Brouwer Robert Meeuwsen |

### Donne
| Evento                      | Oro                                  | Argento                                       | Bronzo                                |
| Torneo femminile (dettagli) | Germania Nadja Glenzke Julia Großner | Rep. Ceca Kristýna Kolocová Michala Kvapilová | Germania Chantal Laboureur Julia Sude |